# الغواصة الألمانية يو-4 (1935)
غواصة يو-4 غواصة يو بوت ألمانية من الفئة الثانية إيه بنيت ل سلاح بحرية ألمانيا النازية كريغسمارينه، في أحواض بناء السفن الألمانية دويتشه ويرك في كيل. 
كلفت في 17 أغسطس 1935، كانت واحدة من الدفعات الأولى من غواصات الفئة الثانية إيهالتي شيدت في أعقاب الاتفاقية البحرية الأنجلو-ألمانية التي ألغت شروط معاهدة فرساي والتي أنهت الحرب العالمية الأولى وذكرت أنه لم يُسمح لألمانيا بامتلاك غواصات. بنتها دويتشه ويرك في كيل في الساحة رقم 239. وبمجرد أن بدأت الحرب، سرعان ما أصبحت قديم. قبل أن يتم استبدالها، نفذت أربع دوريات قتالية بشكل اساسي لتقديم الدعم في الحملة النرويجية.